# Gila Bend
Gila Bend é uma vila localizada no estado americano do Arizona, no condado de Maricopa. Foi incorporada em 1962.

## Geografia
De acordo com o United States Census Bureau, a vila tem uma área de 143,4 km², onde todos os 143,4 km² estão cobertos por terra.

### Localidades na vizinhança
O diagrama seguinte representa as localidades num raio de 72 km ao redor de Gila Bend.

## Demografia
Segundo o censo nacional de 2010, a sua população é de 1 922 habitantes e sua densidade populacional é de 13,4 hab/km². Possui 943 residências, que resulta em uma densidade de 6,6 residências/km².